# 벤자민 바이런 데이비스

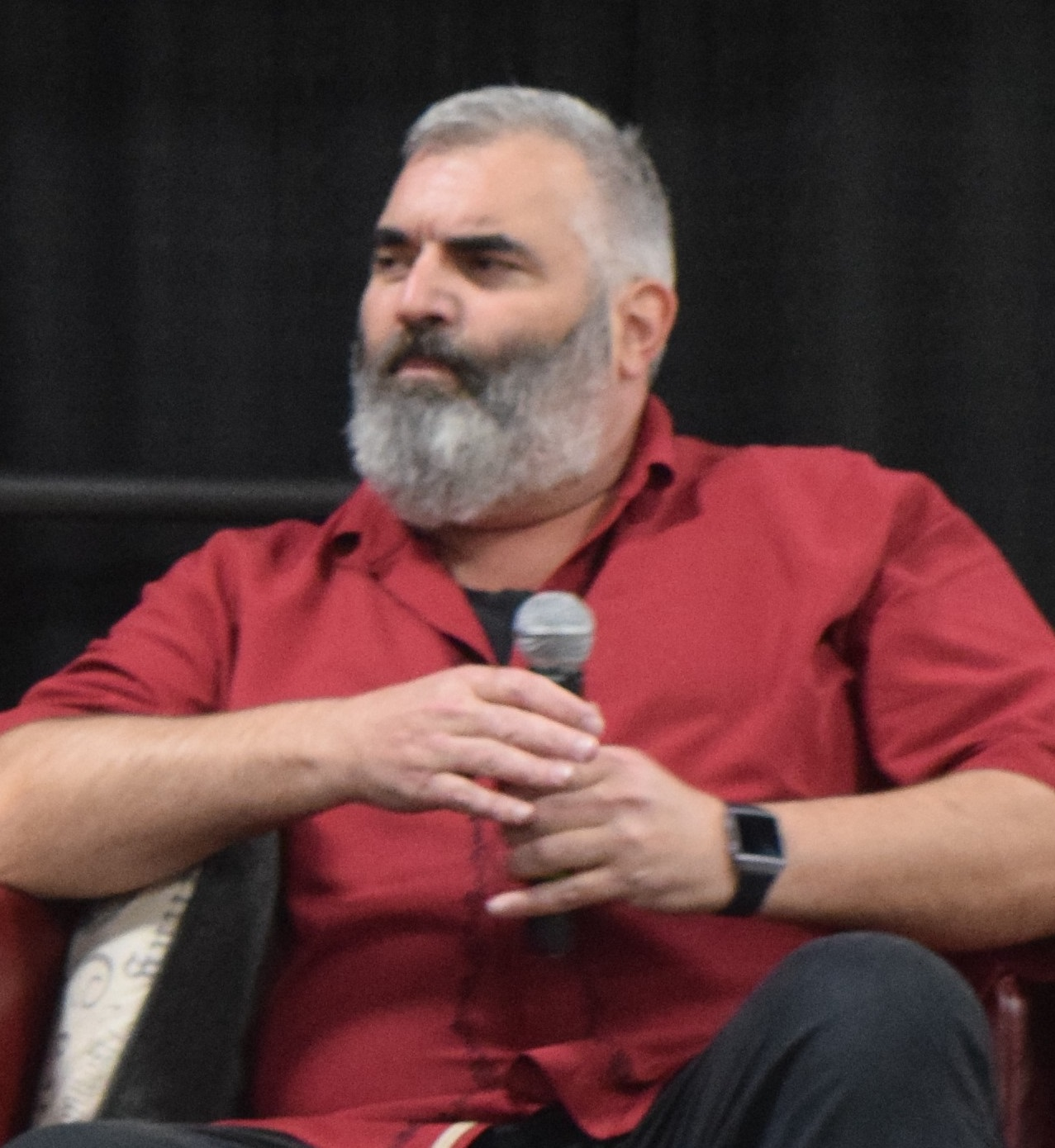

벤자민 바이런 데이비스(Benjamin Byron Davis, 1972년 6월 21일 ~ )는 미국의 배우, 연극 배우, 텔레비전 배우, 성우, 무대 연출가이다.
보스턴에서 태어났다.

## 영화
- 더 벨코 익스페리먼트 (2016년) - 안토니오 파울러 역